# Au chien qui fume
Au chien qui fume est un restaurant traditionnel français situé dans le 1er arrondissement de Paris, en France. Il est inscrit au titre des monuments historiques français depuis 1984.

## Localisation
Le restaurant est situé au numéro 33 de la rue du Pont-Neuf, dans le 1er arrondissement de Paris.
Le restaurant est desservi par la station de métro Louvre - Rivoli de la ligne 1 et la station Les Halles de la ligne 4.

## Description
La devanture avec ses quatre panneaux fixés sous verre ornés chacun d'un chien en train de fumer et d'un grand nombre de textes, et le décor intérieur, avec le comptoir en bois décoré de têtes de chiens qui fument, sont protégés.

## Histoire
La rue du Pont-Neuf est percée dans la seconde moitié du XIXe siècle afin de desservir les Halles de Paris. Le no 33 est construit à cette occasion. Un café s'installe au rez-de-chaussée.